# Ciudad Constitución Airport
Ciudad Constitución Airport är en flygplats i Mexiko.   Den ligger i kommunen Comondú och delstaten Baja California Sur, i den västra delen av landet, 1 400 km väster om huvudstaden Mexico City. Ciudad Constitución Airport ligger 66 meter över havet.
Terrängen runt Ciudad Constitución Airport är mycket platt, och sluttar västerut. Runt Ciudad Constitución Airport är det mycket glesbefolkat, med 3 invånare per kvadratkilometer. Närmaste större samhälle är Ciudad Constitución, 5,4 km sydväst om Ciudad Constitución Airport. Omgivningarna runt Ciudad Constitución Airport är i huvudsak ett öppet busklandskap.